# Petrosia armata
Petrosia armata är en svampdjursart som först beskrevs av Lendenfeld 1887.  Petrosia armata ingår i släktet Petrosia och familjen Petrosiidae. Inga underarter finns listade i Catalogue of Life.